# 魚崎車站
魚崎站（日语：／ Uozaki eki */?）位於兵庫縣神戶市東灘區，是阪神電氣鐵道及神戶新交通的鐵路車站。阪神的車站編號為HS 23，神戶新交通為R02。

## 車站結構

### 歷史
- 1905年（明治38年）4月12日 - 開業。
- 1990年（平成2年）5月 - 車站改建。
- 1991年（平成3年）4月7日 - 傍晚限定的快速急行列車停靠本站。
- 1994年（平成6年）3月 - 所有時間的快速急行列車都停靠本站。
- 1995年（平成7年）
  - 1月17日 - 由於阪神大地震影響，全線暫停運行[3]。
  - 2月11日 - 青木站 - 御影站間復駛[3]。
  - 6月26日 - 全線復駛[3]，區間特急停靠本站。
- 1998年（平成10年）2月15日 - 特急列車停靠本站，只有白天限定。
- 2001年（平成13年）3月10日 - 直通特急、特急全天停靠本站，區間特急與快速急行不停靠本站。
- 2009年（平成21年）3月20日 - 三宮站 - 青木站間的區間特急與三宮站 - 西宮站間的急行列車終止，所有的營業列車都停靠本站。
- 2014年（平成26年）4月1日 - 導入車站編號[4][5]。
- 2016年（平成28年）3月19日 - 區間特急首發車站及下行急行終點站延伸至御影站，區間特急、急行停靠本站。

### 車站構造
側式月台2面2線的地面車站。為了配合六甲人工島線開業，車站改建，成為阪神唯一的橋上車站。所有列車都會停靠此站。
驗票口只有1處，南北方向皆有出口（北側可通到六甲人工島線）。
月台有效長度原本可對應19米級的阪神車輛6節編組，隨著2008年月台東側延伸工程，現可對應21米級的近鐵車輛6節編組。2019年起開始著手月台東側延伸40公尺的工程，完工後將可對應近鐵車輛8節編組。

#### 月台配置

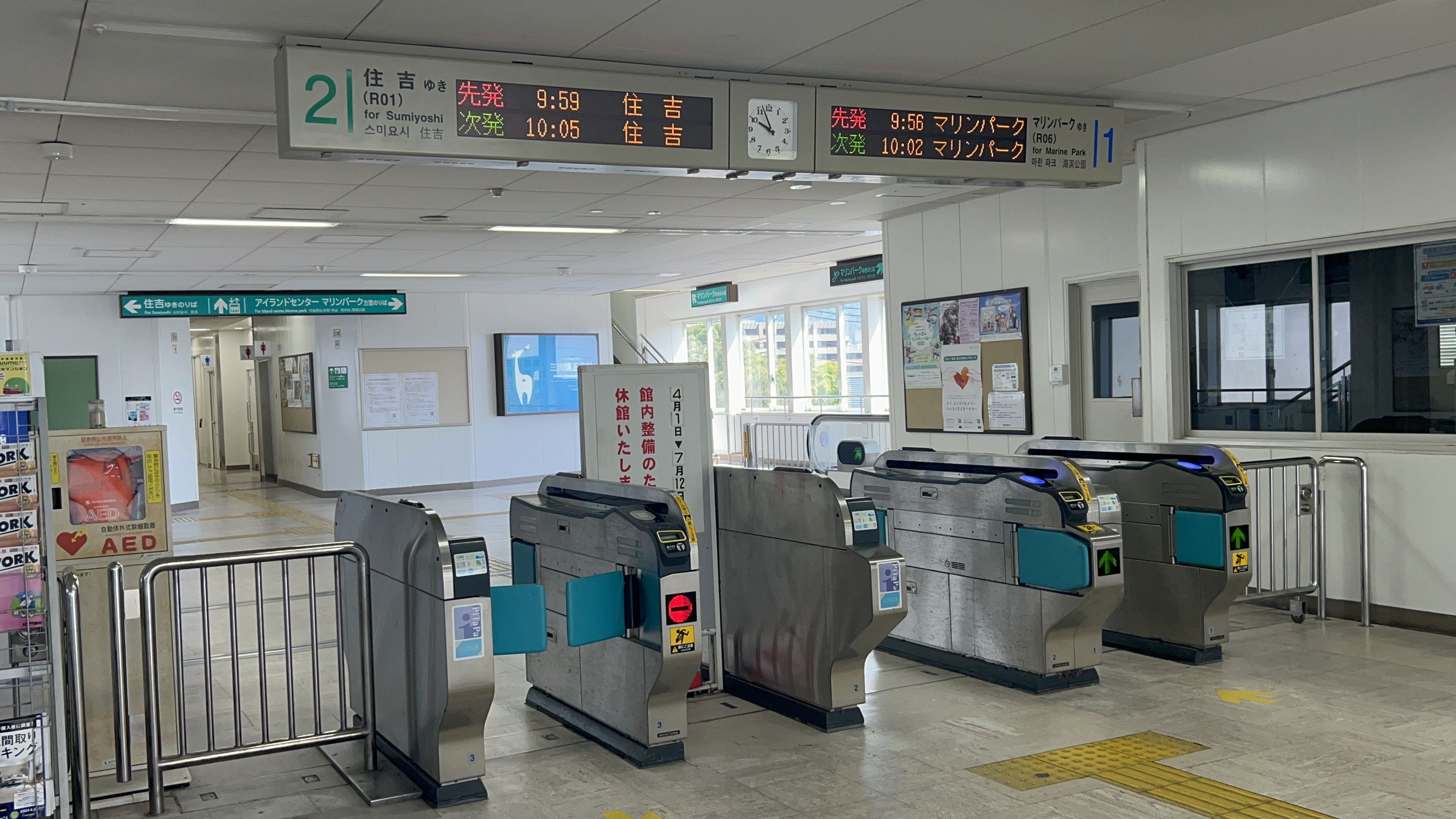
驗票口（2024年4月）
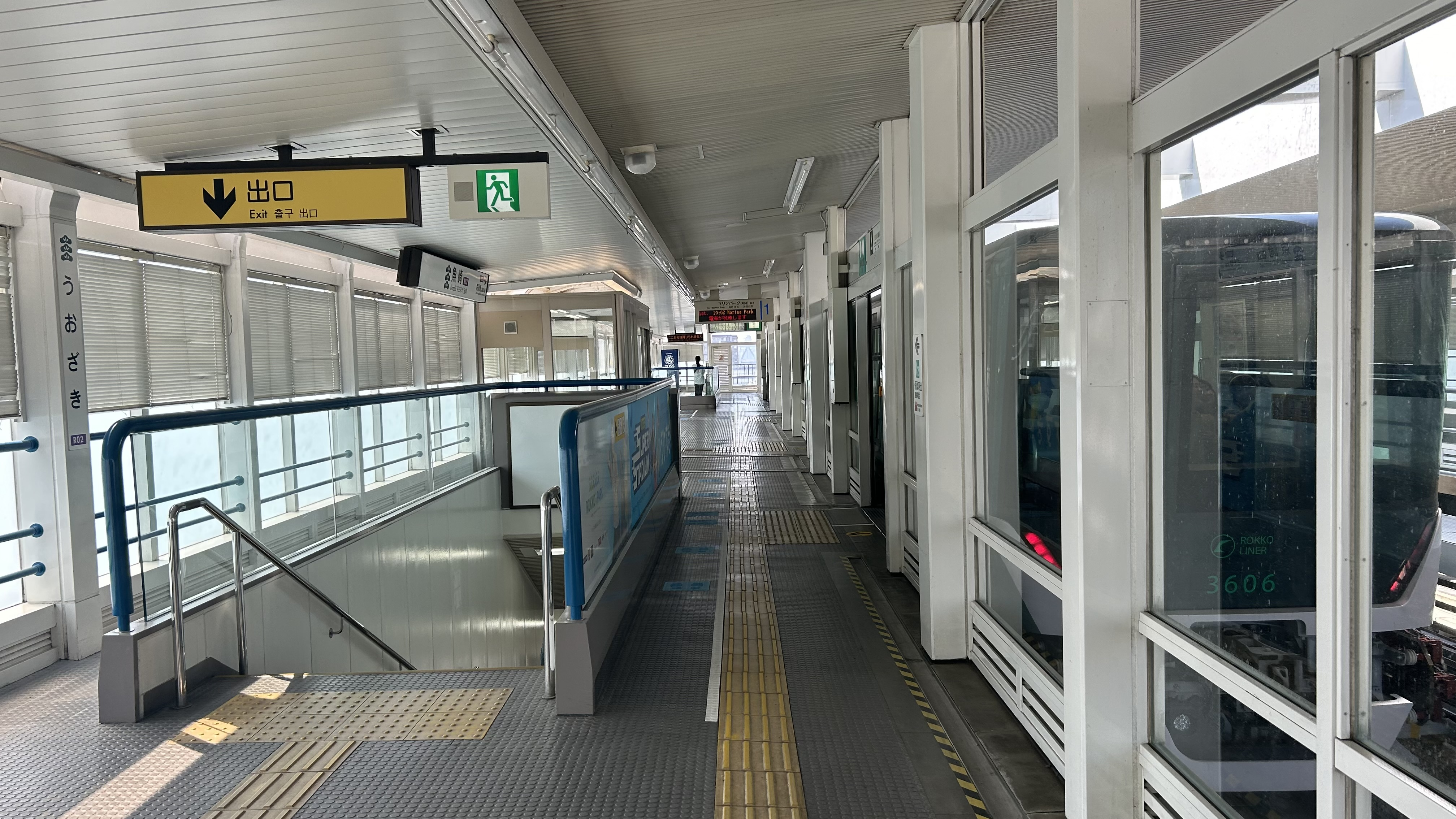
1號月台（2024年4月）
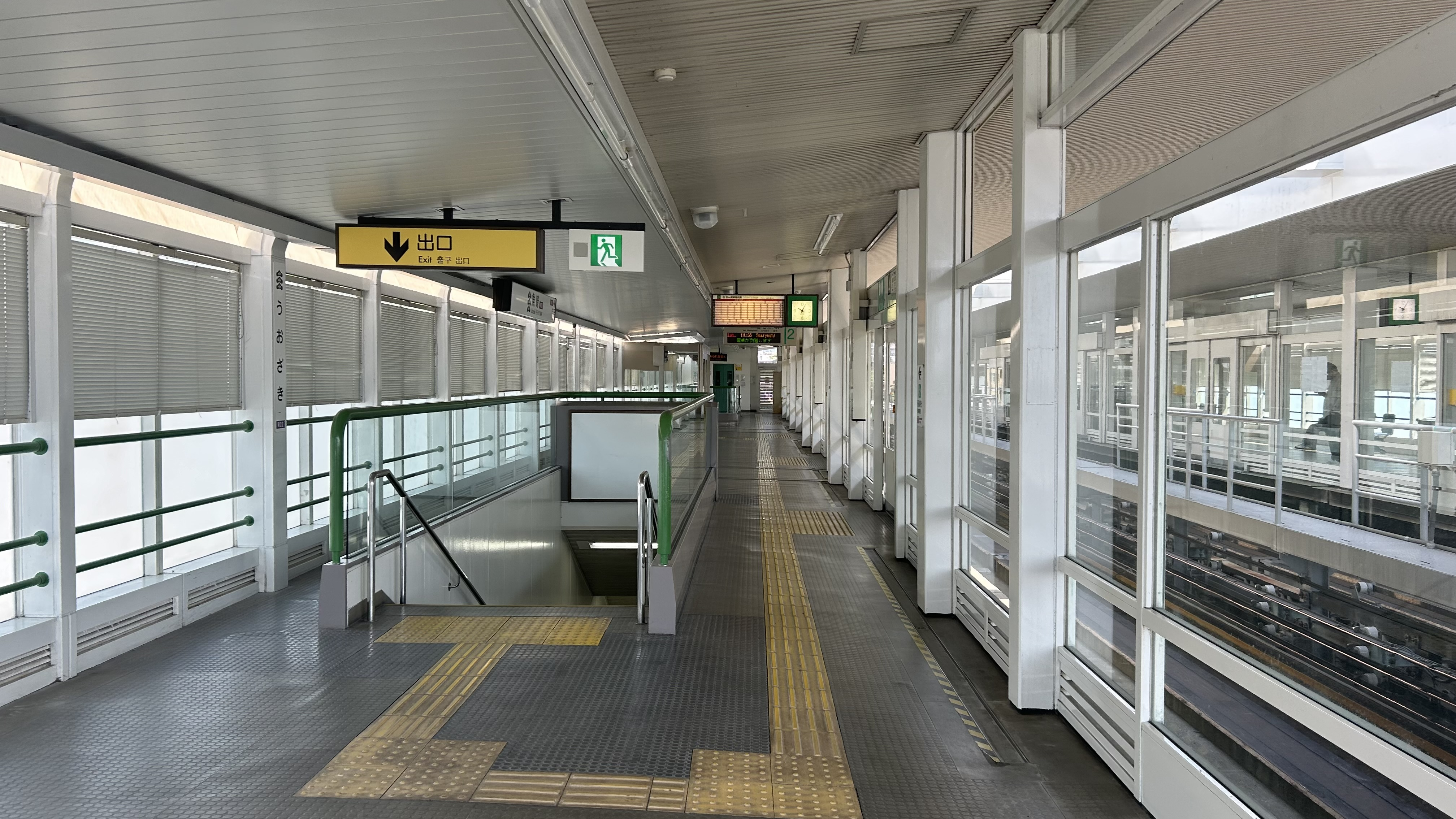
2號月台（2024年4月）

| 月台 | 路線 | 方向 | 目的地                        |
| ---- | ---- | ---- | ----------------------------- |
| 1    | 本線 | 上行 | 往 尼崎、大阪梅田、難波、奈良 |
| 2    | 本線 | 下行 | 往 三宮、明石、姫路           |

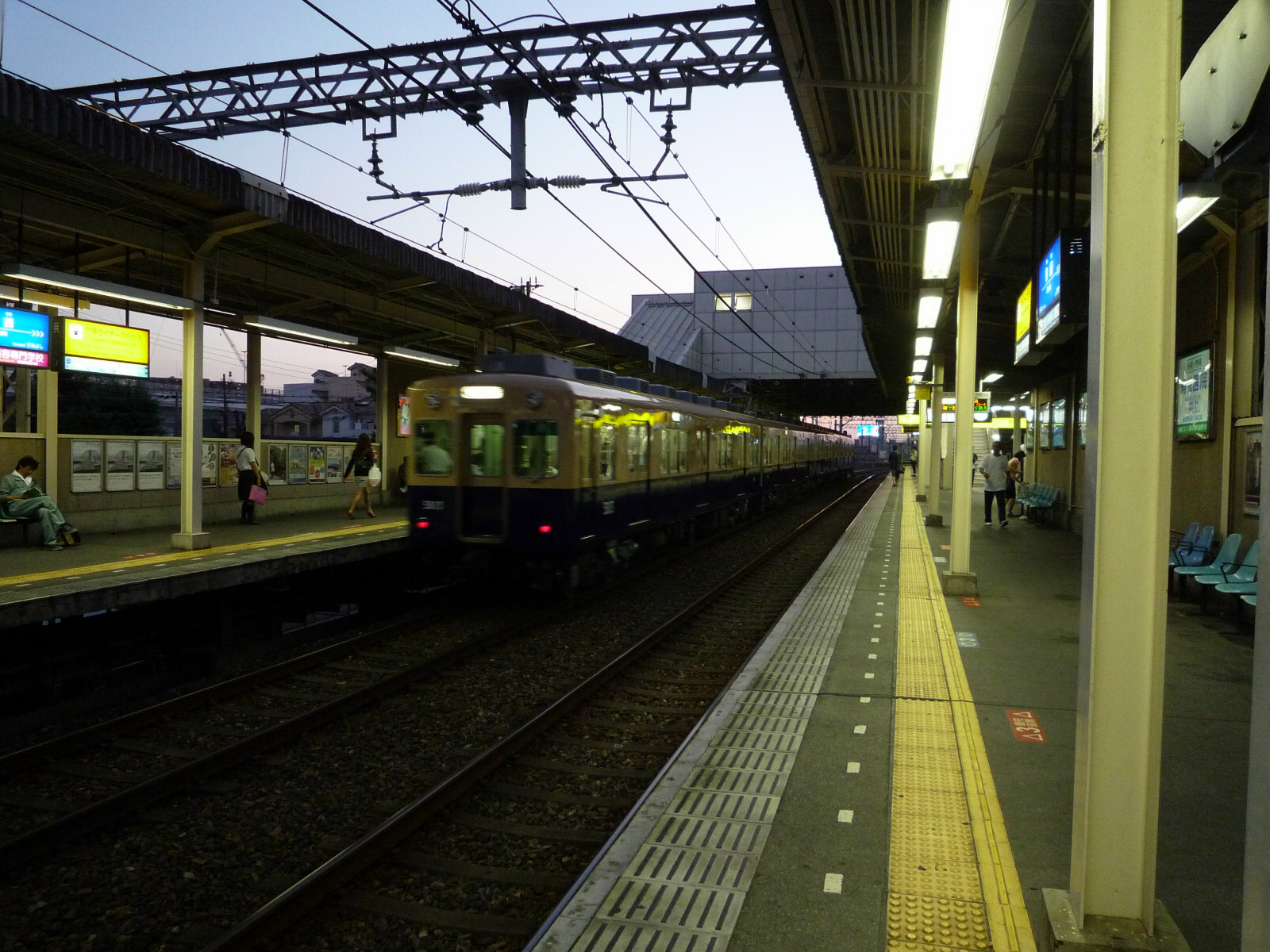
月台（2011年7月）
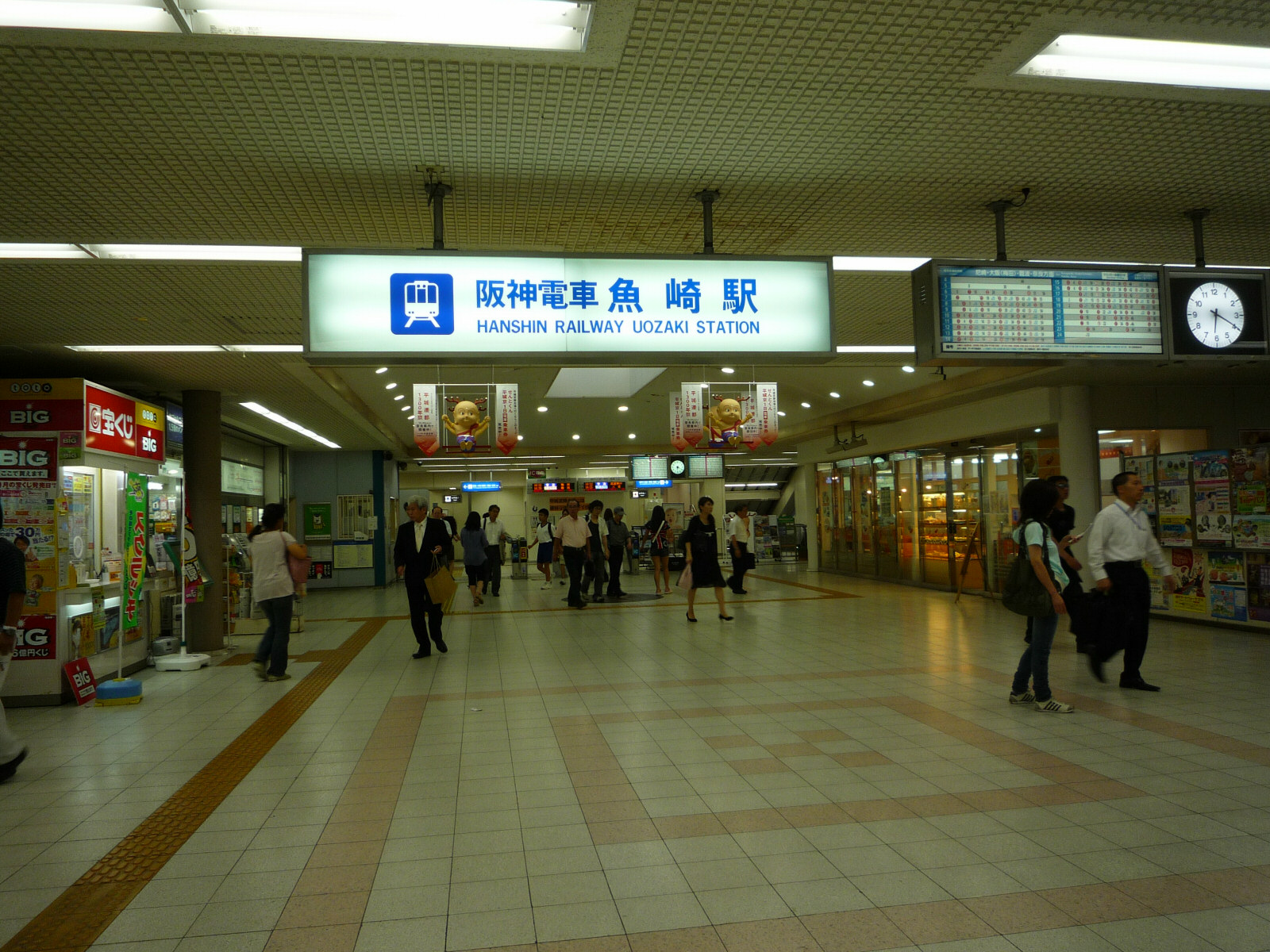
大廳與驗票口（2011年7月）

### 歷史
- 1990年（平成2年）2月21日 - 開業[2]。
- 1995年（平成7年）
  - 1月17日 - 由於阪神大地震的影響，全線停止運行[3]。
  - 7月20日 - 魚崎站 - 島北口站間復駛[3]。
  - 8月23日 - 住吉站 - 魚崎站間復駛[3]。

### 車站構造
側式月台（六甲Liner唯一）2面2線的高架車站。
驗票口及大廳位於2樓，月台在3樓。設有一個驗票口。可從驗票口外的連絡道路前往阪神魚崎站，距離約100公尺。

#### 月台配置
| 月台 | 路線       | 目的地      |
| ---- | ---------- | ----------- |
| 1    | ■六甲Liner | 往 海濱公園 |
| 2    | ■六甲Liner | 往 住吉     |

- 驗票口（2024年4月）
- 1號月台（2024年4月）
- 2號月台（2024年4月）

## 車站周邊
- 住吉川[1]
- 住吉川公園
- 倚松庵（日语：倚松庵）（谷崎潤一郎舊邸） [1][2]
- 菊正宗酒造紀念館[1]
- 濱福鶴吟釀工房[1]
- 櫻正宗記念館櫻宴[1]
- 神戶魚崎郵局
- 魚崎地域福祉中心
- 神戶市立魚崎小學校
- 灘中學校・高等學校

## 相鄰車站
阪神電氣鐵道
 本線
■■直通特急、■特急、■急行（急行只有往御影方向運行）
蘆屋（HS 20）－魚崎（HS 23）－御影（HS 25）
■快速急行（平日）
蘆屋（HS 20）－魚崎（HS 23）－神戶三宮（HS 32）
■快速急行（假日）
西宮（HS 17）－魚崎（HS 23）－神戶三宮（HS 32）
■區間特急（只有往大阪梅田方向運行）
青木（HS 22） ← 魚崎（HS 23） ← 御影（HS 25）
■普通
青木（HS 22）－魚崎（HS 23）－住吉（HS 24）
神戶新交通
六甲人工島線
住吉（R01）－魚崎（R02）－南魚崎（R03）

## 外部連結
- 魚崎（路線圖、車站資訊） - 阪神電氣鐵道
- 魚崎站 （页面存档备份，存于） - 神戶新交通